# Daytime Emmy Awards 2004
La cerimonia della 31ª edizione dei Daytime Emmy Awards (31st Daytime Emmy Awards) si è tenuta al Radio City Music Hall di New York il 21 maggio 2004 e ha premiato i migliori programmi e personaggi televisivi del 2003.
I relativi Creative Arts Emmy Awards sono stati consegnati il 15 maggio.

## Daytime Emmy Awards

### Migliore serie drammatica
- Febbre d'amore
- Beautiful
- Così gira il mondo
- General Hospital
- Sentieri

### Migliore attore in una serie drammatica
- Anthony Geary (Luke Spencer) – General Hospital
- Grant Aleksander (Phillip Spaulding) – Sentieri
- Eric Braeden (Victor Newman) – Febbre d'amore
- Roger Howarth (Paul Ryan) – Così gira il mondo
- Thorsten Kaye (Ian Thornhart) – Port Charles

### Migliore attrice in una serie drammatica
- Michelle Stafford (Phyllis Summers Abbott) – Febbre d'amore
- Tamara Braun (Carly Corinthos) – General Hospital
- Nancy Lee Grahn (Alexis Davis) – General Hospital
- Maura West (Carly Snyder) – Così gira il mondo
- Kim Zimmer (Reva Shayne Lewis) – Sentieri

### Migliore attore non protagonista in una serie drammatica
- Rick Hearst (Ric Lansing) – General Hospital
- William deVry (Michael Cambias) – La valle dei pini
- Christian LeBlanc (Michael Baldwin) – Febbre d'amore
- Ron Raines (Alan Spaulding) – Sentieri
- James Reynolds (Abe Carver) – Il tempo della nostra vita

### Migliore attrice non protagonista in una serie drammatica
- Cady McClain (Rosanna Cabot) – Così gira il mondo
- Kathy Brier (Marcie Walsh) – Una vita da vivere
- Sharon Case (Sharon Collins Newman) – Febbre d'amore
- Ilene Kristen (Roxy Balsom) – Una vita da vivere
- Heather Tom (Victoria Newman) – Febbre d'amore

### Migliore attore giovane in una serie drammatica
- Chad Brannon (Zander Smith) – General Hospital
- Scott Clifton (Dillon Quartermaine) – General Hospital
- Agim Kaba (Aaron Snyder) – Così gira il mondo
- David Lago (Raul Guittierez) – Febbre d'amore
- Brian Presley (Jack Ramsey) – Port Charles

### Migliore attrice giovane in una serie drammatica
- Jennifer Finnigan (Bridget Forrester) – Beautiful
- Christel Khalil (Lily Winters) – Febbre d'amore
- Eden Riegel (Bianca Montgomery) – La valle dei pini
- Alicia Leigh Willis (Courtney Matthews) – General Hospital
- Lauren Woodland (Brittany Hodges) – Febbre d'amore

### Migliore team di sceneggiatori di una serie drammatica
- Così gira il mondo
- General Hospital
- Febbre d'amore
- La valle dei pini

### Migliore team di registi di una serie drammatica
- General Hospital
- Febbre d'amore
- Passions
- Una vita da vivere